# Calamagrostis rubescens
Calamagrostis rubescens es una especie de hierba de la familia Poaceae. Es originaria de Norteamérica.

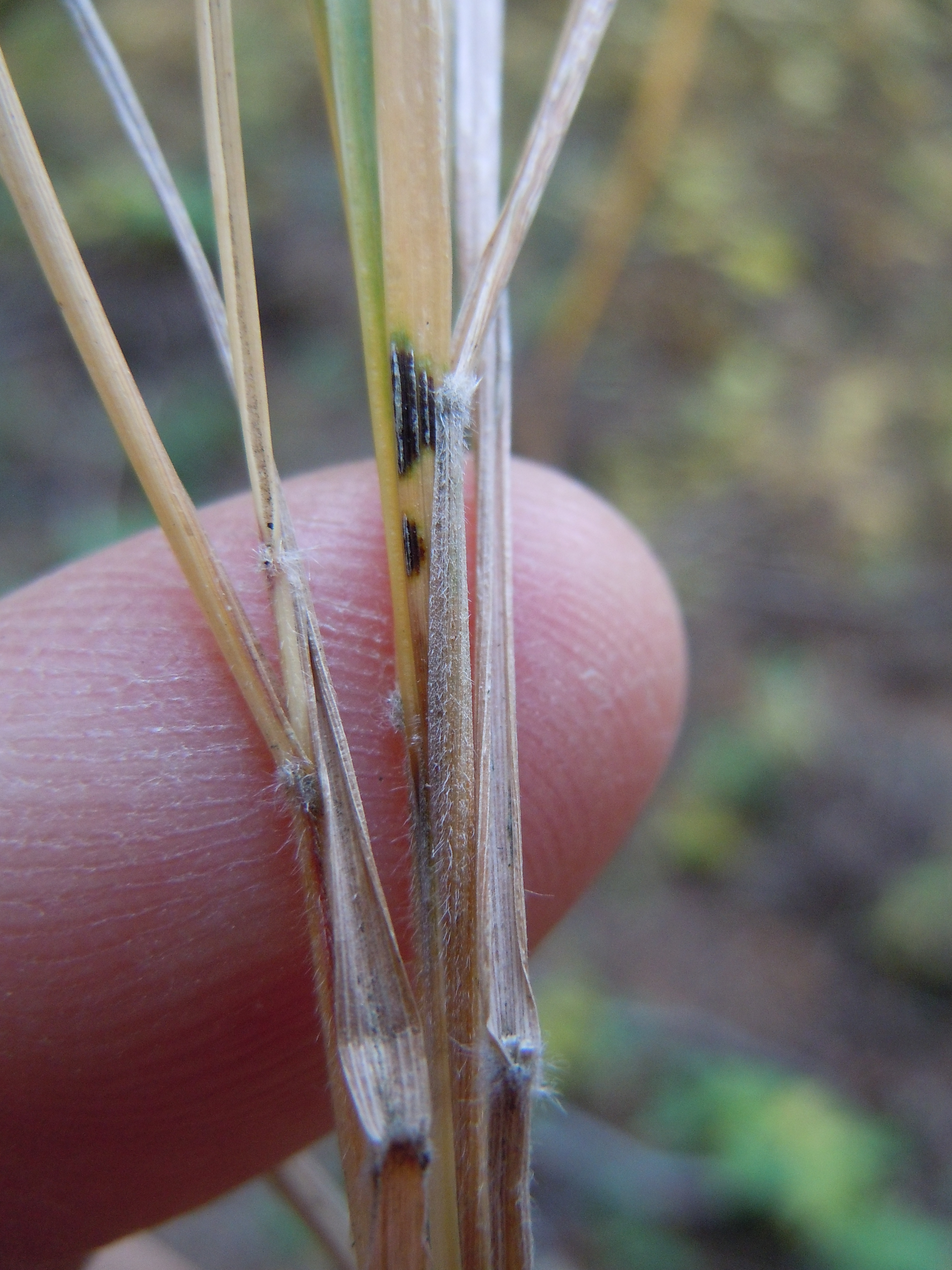
Detalle de la planta

## Descripción
Es una planta perenne de crecimiento erecto que alcanza un tamaño de entre 60 centímetros y un metro de altura. La inflorescencia es un racimo denso o antena abierta de espiguillas. Cada espiguilla tiene alrededor de medio centímetro de largo y tiene una arista doblada o retorcida de aproximadamente la misma longitud. Esta hierba perenne  crece principalmente a partir de rizomas rastreros. las hojas son en su mayoría basales, estrechas y planas. El collar tiene  mechones de cabello. La inflorescencia es una panícula estrecha en punta. Tiene un florete de espiguillas con varias espiguillas por rama. La arista en cada florecilla está doblada y retorcida. Es inusual, ya que rara vez florece. Ocurre en las áreas boscosas, pero solo florece bajo sol pleno a finales de junio a agosto.

## Distribución y hábitat
Calamagrostis rubescens es nativa del oeste de América del Norte, incluyendo Canadá desde la Columbia Británica y Manitoba a Estados Unidos desde California a Colorado. Se puede encontrar en varios tipos de hábitats, incluyendo bosques y las tierras arboladas.

## Taxonomía
Calamagrostis rubescens fue descrita por Samuel Botsford Buckley  y publicado en Proceedings of the Academy of Natural Sciences of Philadelphia 14: 92. 1862.
Etimología
Ver: Calamagrostis
rubescens: epíteto latino que significa "rojizo"
Sinonimia
- Calamagrostis aleutica var. angusta Vasey
- Calamagrostis angusta (Vasey) Kearney
- Calamagrostis cusickii (Vasey) Vasey
- Calamagrostis fasciculata Kearney
- Calamagrostis luxurians (Kearney) Rydb.
- Calamagrostis rubescens var. luxurians (Kearney) Dayton
- Calamagrostis subflexuosa Kearney
- Calamagrostis suksdorfii (Scribn.) Scribn. ex Vasey
- Calamagrostis suksdorfii var. luxurians Kearney
- Calamagrostis suksdorfii var. suksdorfii
- Deyeuxia cusickii Vasey
- Deyeuxia rubescens (Buckley) Vasey
- Deyeuxia suksdorfii Scribn.[3][4]